# Hertzainak
Hertzainak va ser un grup de música punk rock de Gasteiz. Van ser integrants del que es va conèixer com rock radical basc.

## Trajectòria
Van començar fent una versió en euskera del grup The Clash. En els seus primers treballs barrejaven la provocació del punk amb els ritmes ballables del reggae i l'ska, mantenint sempre com a fons de moltes de les seves lletres la situació política del País Basc. Com a exemple, «Pakean utzi arte» va ser composta en record de Javier San Martín Goikoetxea «Piti», militant dels Comandos Autònoms Anticapitalistes i amic de la gent propera al grup.
La seva primera actuació va ser la nit de cap d'any de 1981, a Vitòria. A la primavera de 1982, Xabier Montoia «Gama» va deixar el grup per formar M-ak i en el seu lloc va entrar Iñaki Garitaonaindia «Gari».
El 1993, en un concert celebrat al poliesportiu d'Anoeta de Sant Sebastià, van acomiadar-se com a grup. No obstant això, els seus músics van seguir actuant: Txanpi i Kike es van unir a Doctor Deseo, Gari va prosseguir la seva carrera en solitari i Josu Zabala als grups Zazpi Eskale i Gu eta Gutarrak.
La cançó «Arraultz bat pinu batean», sota l'influx de Karra Elejalde, va donar peu, posteriorment, a un moviment cultural anomenat Euskadi tropikala reivindicat per grups com Potato i Lendakaris Muertos.

## Discografia

### Àlbums
- Hertzainak. Soñua, 1984.[4]
- Hau dena aldatu nahi nuke. Soñua, 1985.
- Salda badago. Elkar, 1988.
- Amets prefabrikatuak. Oihuka, 1990.
- Zuzenean. Aketo, 1991.
- Denboraren orratzak. Oihuka, 1992.

### Maxis
- Aitormena. Oihuka, 1989.
- Une etengabeak. Oihuka, 1990.
- Mundu berria daramagu bihotzean. Aketo, 1991.

### Senzills
- Eh txo! / Sigarrillos amariyos. Soñua, 1984.
- Hertzainak / Galtzailea. Soñua, 1985.
- Rokanrol batzokian / Itxoiten nago. Soñua, 1985.
- Ez dago ilusio falsurik / Esaiok. Elkar, 1988.
- Bi minutuero / 564. Oihuka, 1989.
- Amets prefabrikatuak / Bi minutuero. Oihuka, 1990.
- Aitormena / Amets prefabrikatuak. Aketo, 1991.
- Irauten / Zoratzen naizela. Oihuka, 1992.